# مبلتورپ
مبلتورپ (به انگلیسی: Mablethorpe) یک شهرک در بریتانیا است که در لیندسی شرقی واقع شده‌است. مبلتورپ ۱۲٬۵۳۱ نفر جمعیت دارد.